# Арыскан
Арыскан (тув. Арыскан — сухостой, бурелом) — село в Улуг-Хемском кожууне Республики Тыва. Образует сумон Арыскан.

## Внутреннее деление
Внутреннее деление села Арыскан сложное: в него входят 14 местечек и улиц:
Местечки (всего 9)
- Местечко Доргун
- Местечко Доргун-Бажы
- Местечко Дыттыг-Чыланныг
- Местечко Кара-Булун
- Местечко Кодурге
- Местечко Кожай
- Местечко Серлиг-Дон
- Местечко Уттуг-Дыт
- Местечко Хууле

Улицы (всего 5)
- Улица Гагарина
- Улица Мира
- Набережная улица
- Степная улица
- Улица Титова[3]

## История
Населённый пункт основан в 1910 году хакасом Кимом и тувинцем Чончуур-оолом.
В 1912 году со стороны села Усть-Элегест на территорию Арыскана переселились ещё несколько хакасов во главе с бедняком по имени Карамчук.
Год спустя в район будущего села прибыл состоятельный русский Степан по прозвищу Ким, объединивший местные поселения в один населённый пункт. Вскоре была построена водяная мельница на территории местечка Кодурге, началась торговля мукой с соседними населёнными пунктами.
В период с 1913 по 1918 год посёлок был покинут жителями.
В 1925 году дома опустевшего населённого пункта были заняты скрывающимися от преследования кулаками по фамилиям Сындычук и Павельчик.
Через какое-то время в селе был организован колхоз, в создании которого участвовали Конгул-оол Макар и Кыргыс Сырбыкай.
Было организовано МЧАЭ под председательством Шойдака. Организация занималась животноводством, растениеводством и строительством. В 1942 году было 20 групп МЧАЭ, были построены 2 крупных зерносклада.
В 1948 году в колхоз вступили жители местечек Доргун, Кодурге и Кожай, после чего колхоз получил название «Искра», была организована строительная бригада.
В 1955 году колхоз был переименован в «XIX съезд партии», и его центр окончательно закрепился в Арыскане.

## Население
| 2002 | 2010 | 2011 | 2012 | 2013 | 2014 | 2015 |
| ---- | ---- | ---- | ---- | ---- | ---- | ---- |
| 661  | ↘630 | ↘627 | ↗628 | ↘619 | ↗627 | ↘619 |
| 2016 | 2017 | 2018 | 2019 | 2020 | 2021 |      |
| ↗631 | ↗642 | ↗647 | ↗653 | ↗657 | ↗668 |      |

## Известные уроженцы, жители
Саржат-оол, Александр Алексеевич (17 июля 1957, Арыскан — 21 января 2011, Улуг-Хемский кожуун) — тувинский музыкант, композитор, поэт и певец. Народный композитор Республики Тыва (2007), заслуженный артист Республики Тыва (2009)